# Urospora ovalis
Urospora ovalis is een soort in de taxonomische indeling van de Myzozoa, een stam van microscopische parasitaire dieren. Het organisme komt uit het geslacht Urospora en behoort tot de familie Urosporidae. Urospora ovalis werd in 1910 ontdekt door Dogiel.